# Steven Kotler
Steven Kotler, född 25 maj 1967, är en amerikansk författare, journalist och entreprenör. Han är mest känd för sina fackböcker, bl.a. Abundance: The Future Is Better Than You Think  och Bold: How to Go Big, Create Wealth, and Impact the World.